# Jakovlev Jak-152
Jakovlev Jak-152 (rusky Яковлев Як-152) je ruský dvoumístný vrtulový cvičný letoun, vyvíjený konstrukční kanceláří Jakovlev.
Má sloužit pro první fázi výcviku letců, k výuce základů pilotování a navigace, pro nácvik akrobatických prvků a skupinových letů. Je vyvinut jako předstupeň Jakovlevu Jak-130, má proto stejně uspořádány řídicí a ovládací prvky kabiny, což umožňuje pilotům ve výcviku snadný přechod mezi těmito dvěma letadly.

## Historie
Vývoj tohoto letadla započal již v prosinci 2000 na základě Jakovlevu Jak-54, tehdy však nebyl vývoj finančně podpořen ministerstvem obrany, a proto projekt zamrznul. Intenzivní práce na projektu vypukly až 17. března 2014, kdy Ministerstvo obrany Ruské federace objednalo vývoj letounu Jak-152 pro základní odbornou přípravu pilotů. Ve výběrovém řízení porazil konkurenční proudový SAT SR-10, jehož vývoj byl však nakonec také podpořen.
První prototyp Jakovlevu Jak-152 (výr. č. 1520001) byl představen 27. srpna 2016 v Irkutsku, kde také má probíhat jeho výroba.
Zálet provedl 29. září 2016 na letišti Irkutského leteckého závodu zkušební pilot Vasilij Sevasťjanov. Pohon zajišťoval dvanáctiválcový dieselový motor RED Aircraft A03 o výkonu 368 kW při 4000 ot/min s třílistou stavitelnou vrtulí MTV-9-E-C/CL250-29. Následně proběhla fáze testování prototypu ve výrobním závodě, a potom státní zkoušky. Současně byly zahájeny v Hlavním aerohydrodynamickém ústavu profesora N. E. Žukovského testy třetího statického prototypu (1520003) a únavové testy životnosti čtvrtého prototypu (1520004). Druhý prototyp (1520002) byl připravený na zkušební let v létě 2017. Letové testy však byly zahájeny až v roce 2018. Třetí letový prototyp (1520005) byl dokončen v roce 2019.
V červnu 2016 objednalo ruské ministerstvo obrany 150 kusů. Předpokládá se, že Vzdušně-kosmické síly Ruské federace mohou potřebovat 250–300 ks tohoto letounu. Dalších 100 kusů by mohla nakoupit ruská DOSAAF. Předpokládá se,[kdo?] že letadlo má velký exportní potenciál jak pro vojenský výcvik, tak i pro civilní účely.
Nespecifikované množství těchto letadel objednala DOSAAF Běloruska.

## Konstrukce

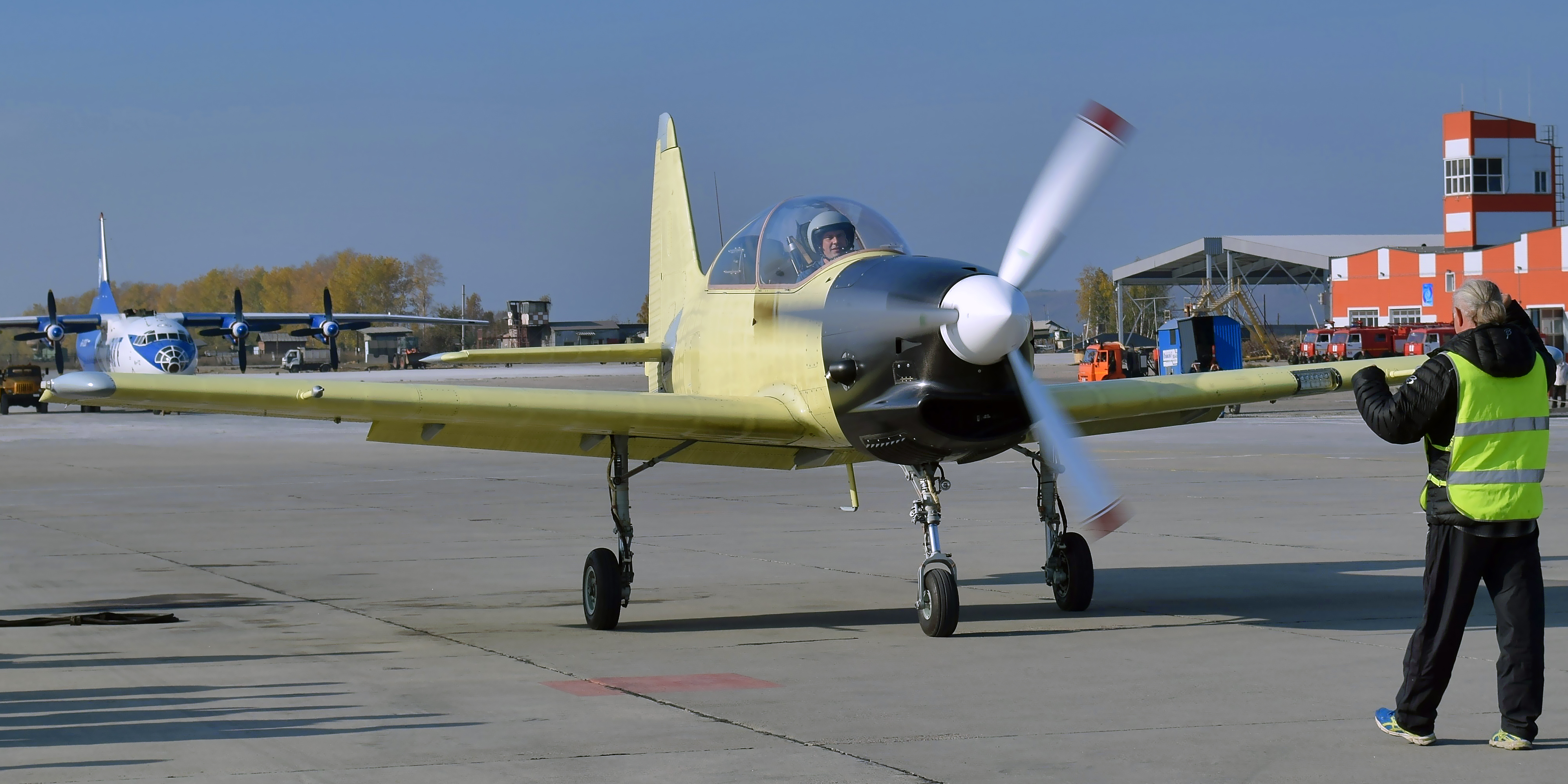
První let Jak-152, 29. září 2016

Drak klasické celokovové konstrukce má zabezpečit dlouhou životnost a nízké nároky na údržbu. Výjimkou jsou kompozitové koncové oblouky ocasních ploch a křídla, trimy kormidel a klapky. Trup je tvořen celokovovou poloskořepinou vyztuženou čtyřmi podélníky. Nepřetlaková, avšak větraná a vytápěná kabina má sedadla uspořádaná za sebou. Stroj je vybaven systémem HOTAS s centrální řídící pákou a pákou ovládání motoru, na kterých jsou umístěny hlavní ovladače systému. Kabina je vybavená záchranným systémem posádky KSAP-152 s velmi lehkými vystřelovacími sedadly Zvezda SKS-94M2-152. křídlo je jednodílné, s jedním hlavním nosníkem a asymetrickým profilem. Na odtokové hraně jsou křidélka a vztlakové klapky. Příďový trojbodový podvozek, plně zatažitelný do trupu a křídla, má robustní konstrukci s účinnými hydraulickými tlumiči. Je vybaven nízkotlakovými pneumatikami pro provoz na nezpevněných plochách.
Avionika EKBO-152, vyvinutá v Konstrukční kanceláři A. S. Jakovleva, se skládá z navigačních systémů GLONASS a GPS, radiokomunikačních systémů a zaměřovacích systémů. Dva MFD na obou palubních deskách zobrazují letové a navigační údaje a informace o motoru. Všechny důležité letové a navigační systémy jsou trojnásobně zálohované a všechny letové údaje, data systémů a rozhovory posádky se ukládají na datový nosič pro další vyhodnocení. Radiokomunikační vybavení má dosah 200 km.

## Specifikace

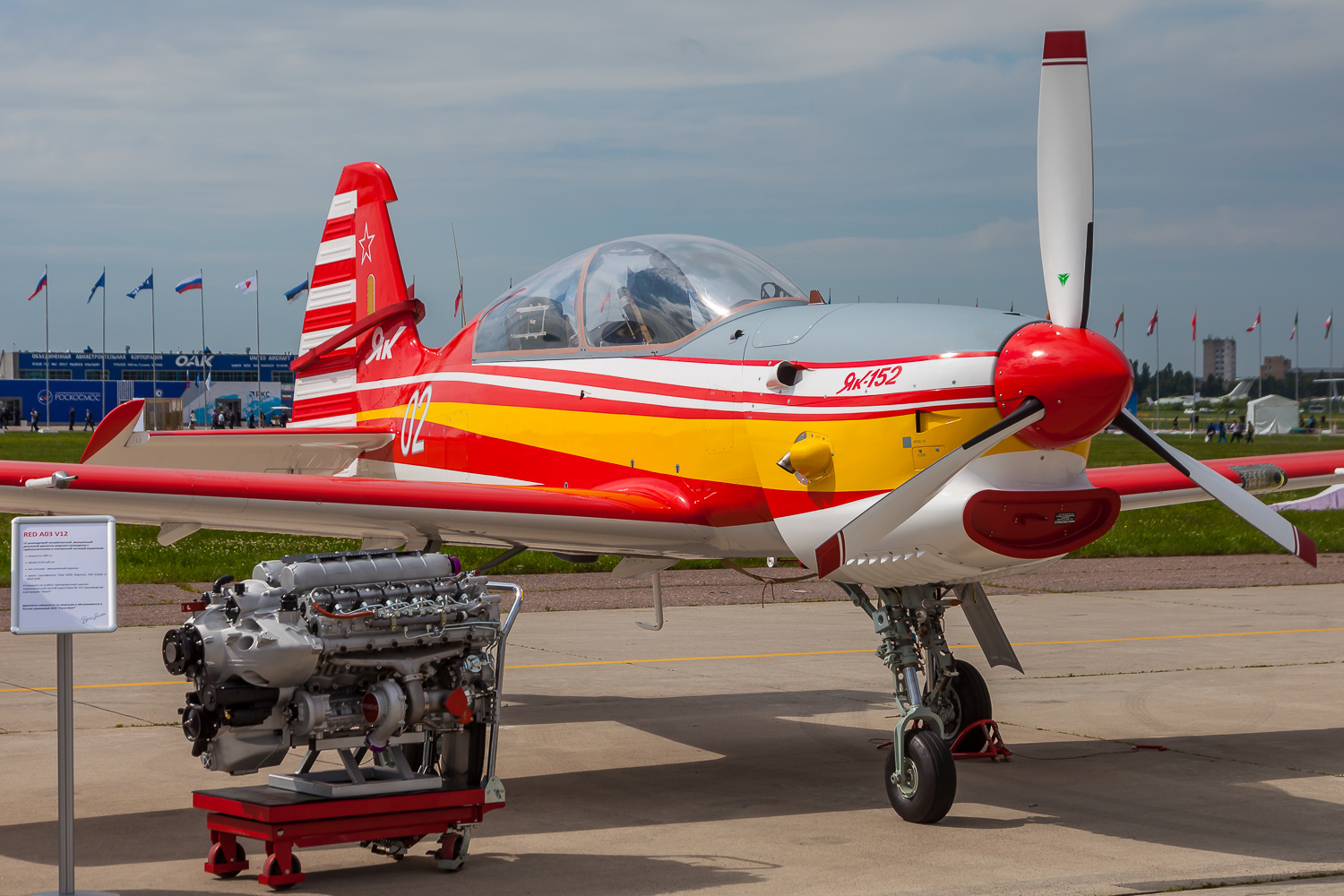
Druhý prototyp Jak-152 na výstavě MAKS 2017

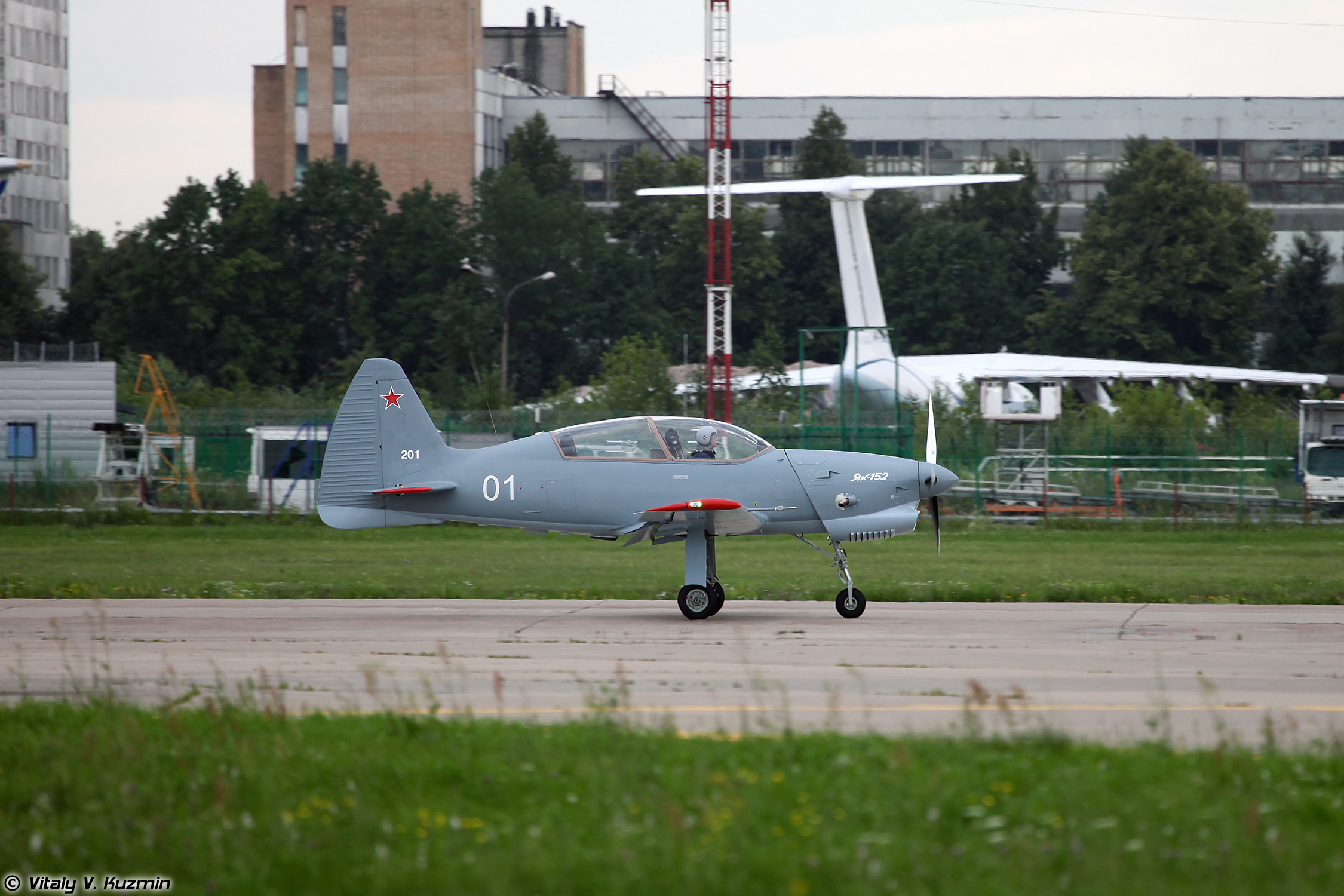
Jak-152

### Technické údaje
- Délka: 7,72 m
- Rozpětí: 8,82 m
- Výška: 3,11 m
- Prázdná hmotnost: 940 kg
- Vzletová hmotnost: 1320 kg
- Maximální vzletová hmotnost: 1490 kg
- Hmotnost paliva: 200 kg
- Pohonná jednotka: 1× pístový motor RED A03

### Výkony
- Maximální přípustná rychlost: 500 km/h
- Maximální horizontální rychlost: 383 km/h
- Přistávací rychlost: 145 km/h
- Pádová rychlost: 100 km/h
- Dolet 1500 km
- Dostup: 4000 m
- Počáteční stoupavost: 12,5 m/s
- Přetížení s 1 pilotem: +9/−7 g
- Dráha vzletu: 235 m
- Dráha přistání: 420 m